# Epsilon Monocerotis
Epsilon Monocerotis ( ε Monocerotis, förkortat Epsilon Mon,  ε Mon)  som är stjärnans Bayerbeteckning, är en dubbelstjärna belägen i den nordvästra delen av stjärnbilden Enhörningen. Den har en skenbar magnitud på 4,39, är synlig för blotta ögat där ljusföroreningar ej förekommer. Baserat på parallaxmätning inom Hipparcosuppdraget på ca 26,7 mas, beräknas den befinna sig på ett avstånd på ca 122 ljusår (ca 37 parsek) från solen.

## Egenskaper
Epsilon Monocerotis A är en blå till vit underjättestjärna av spektralklass A5 IV. Den har en massa som är ca 2 gånger större än solens massa, en radie som är ca 2,5 gånger större än solens och utsänder från dess fotosfär ca 25 gånger mera energi än solen vid en effektiv temperatur på ca 7 920 K.
Epsilon Monocerotis är enligt uppgift en spektroskopisk dubbelstjärna med en omloppsperiod på ca 331 dygn. Följeslagaren Epsilon Monocerotis B separerad med omkring 12,3 bågsekunder, är en gulvit huvudseriestjärna av spektralklass F5 V och en skenbar magnitud på 6,72.